# 中国环球电视网西班牙语频道
中国环球电视网西班牙语频道（別稱CGTN E）是中国环球电视网（CGTN）旗下所拥有的一条西班牙语广播频道。该频道由原来的中国中央电视台西法语频道中的西班牙语节目分拆而成，而法语节目则在同时新开播的中国中央电视台法语国际频道中播出，分频后的西班牙语国际频道和法语国际频道均全天24小时不间断播出。

## 历史与发展
2007年10月1日，该频道以作为频道呼号正式开播，台标为CCTV+勺标“E”，由中国中央电视台西班牙语法语频道分频。
2011年1月1日，央视频道正式调整而更换频道标志，其中该频道标志将频道呼号的更名为（即西班牙语的西班牙语单词）。
2014年4月11日，该频道正式在新址的演播室改版播出，画面比例改为16:9横向压缩4:3，和法语频道一同更换全新包装。2015年4月1日，频道台标横向压缩，使其适应16:9格式。
2016年12月31日中午12點，因應中国环球电视网开播，原「中国中央电视台西班牙语频道」（CCTV-Español）置换為「中国环球电视网西班牙语频道」（CGTN Español）。

## 节目
| 节目名称   | 节目类型 / 简介 / 备                                                                                          |
| ---------- | --- |
| 播放中节目 | |
| 综合新闻   | 前称CCTV Noticias                                                                                             |
| 拉美视点   | |
| 财经新闻   | |
| 学汉语     | 西班牙语又名为                                                                                                |
| 纪录片     | |
| 美洲观察   | 主要素材来自中央电视台英语新闻频道同名节目                                                                    |
| 电视剧     | 于网页出现的中文又名《影视看台》 以汉语原音广播播放中国电视剧为准并提供西班牙文字幕，或者播放西班牙语配音版本 |
| 神州行     | |
| 中华艺苑   | |
| 这就是中国 | |
| 学做中国菜 | |
| 对话       | |
| 动画片     | |
| 曾播放节目 | |
| 今日亚洲   | |
| 国际视点   | |
| 体育新闻   | |
| 体育时间   | |
| 文化新闻   | |
| 跟我学拼音 | |

## 主播和主持人
以下所有主播和主持人均以西班牙语为准：

### 新聞主播
- （叶繁）
- （冀艺）
- （潘津晶）
- （王曉川）
- （徐新）

### 觀點節目主播
- （贾佳斌）（「對話」）
- （单倩）（「對話」）
- （吳碩宇）（「CGTN咖啡座」）
- （邓颖）（「對話」）
- （郝佳）（兼任新聞主播）